# Prix littéraires 1952
Liste des prix littéraires décernés au cours de l'année 1952 :

## Prix internationaux
- Prix Nobel de littérature : François Mauriac  France[1]

## Allemagne
- Prix Georg-Büchner : pas de prix décerné

## Belgique
- Prix Victor-Rossel : Albert Ayguesparse pour Notre ombre nous précède[2]

## Canada
- Prix littéraires du Gouverneur général 1952 :
  - Catégorie « Romans et nouvelles de langue anglaise » : David Walker pour The Pillar
  - Catégorie « Poésie ou théâtre de langue anglaise » : E. J. Pratt pour Towards the Last Spike
  - Catégorie « Études et essais de langue anglaise » : Bruce Hutchison pour The Incredible Canadian et Donald Grant Creighton pour John A. MacDonald: The Young Politician

## Chili
- Prix national de littérature : Fernando Santiván (es) (1886-1973), romancier et conteur[3] ;

## Espagne
- Prix Nadal : Dolores Medio (es), pour Nosotros, los Rivero
- Prix Planeta : Juan José Mira, pour En la noche no hay caminos et Severino Fernández, pour Tierra de promisión
- Prix national de littérature narrative : José Antonio Giménez-Arnau (es) (1912-1985), pour De pantalón largo
- Prix national de poésie : Dionisio Ridruejo (1912-1975), pour En Once años. Poesías completas de juventud
- Prix Adonáis de Poésie : Antonio Fernández Spencer, pour Bajo la luz del día

## États-Unis
- National Book Award : 
  - Catégorie « Fiction » : James Jones pour From Here to Eternity (Tant qu'il y aura des hommes)
  - Catégorie « Essais » : Rachel Carson pour The Sea Around Us
  - Catégorie « Poésie » :  Marianne Moore pour Collected Poems
- Prix Hugo : les prix Hugo n'ont pas été décernés
- Prix Pulitzer :
  - Catégorie « Fiction » : Herman Wouk pour The Caine Mutiny (Ouragan sur le Caine)
  - Catégorie « Biographie et Autobiographie » : Merlo J. Pusey pour Charles Evans Hughes
  - Catégorie « Histoire » : Oscar Handlin pour The Uprooted
  - Catégorie « Poésie » : Marianne Moore pour Collected Poems
  - Catégorie « Théâtre » : Joseph Kramm pour The Shrike

## Finlande
- Prix Aleksis-Kivi : Yrjö Jylhä
- Prix Kalevi-Jäntti : Eeva Joenpelto pour Veljen varjo
- Prix national de littérature : Eeva Joenpelto pour Veljen varjo, Eeva-Liisa Manner pour Tyttö taivaan laiturilla
- Prix littéraire de la ville de Tampere :  Oiva Paloheimo pour Ratsastus Eedeniin, Eino Arohonka pour Kun maalinauha katkeaa, Pikatoimisto Pamaus, Leena Härmä pour Tuittupää ja Rantakylän Sisu
- Prix Tollander : Göran Schildt
- Prix Rudolf-Koivu : Erkki Tanttu pour Minä sain kukon kiinni de Sakari Pälsi
- Prix Topelius : Aili Somersalo

## France
- Prix Goncourt : Béatrix Beck pour Léon Morin, prêtre (Gallimard)
- Prix Renaudot : Jacques Perry pour L'Amour de rien (Julliard)
- Prix Femina : Dominique Rolin pour Le Souffle (Seuil)
- Prix Interallié : Jean Dutourd pour Au bon beurre (Gallimard)
- Grand prix du roman de l'Académie française : Henry Castillou pour Le Feu de l'Etna (Albin Michel)
- Prix des Deux Magots : René-Jean Clot pour Le Poil de la bête (Gallimard)
- Prix du Quai des Orfèvres : Saint Gilles pour Ne tirez pas sur l'inspecteur
- Prix du roman populiste : Herbert Le Porrier pour Juliette au passage
- Prix Heredia : Armand Godoy pour l'ensemble de son œuvre poétique

## Italie
- Prix Strega : Alberto Moravia pour I racconti (Bompiani)
- Prix Bagutta : Francesco Serantini (it), L'osteria del gatto parlante, (Garzanti)
- Prix Napoli : non attribué
- Prix Viareggio : Tommaso Fiore, Un popolo di formiche

## Monaco
- Prix Prince-Pierre-de-Monaco : Henri Troyat[4]

## Royaume-Uni
- Prix James Tait Black :
  - Fiction : Evelyn Waugh pour Men at Arms (Hommes en armes)[5]
  - Biographie : G. M. Young pour Stanley Baldwin
- Médaille Carnegie : Mary Norton pour Les Chapardeurs
- Prix Rose-Mary-Crawshay : Mary Ethel Seaton pour Abraham Fraunce's Arcadian Rhetorike
- Prix Somerset-Maugham : Francis King pour The Dividing Stream